# Windows Live Hotmail
Windows Live Mail este un serviciu de poștă electronică dezvoltat de Microsoft, sub numele de cod Kahuna și în timp va înlocui Hotmail. Face parte din suita de servicii Windows Live. În 1 noiembrie 2005 a fost lansată o variantă beta având următoartele caracteristici: 2 Gb spațiu de depozitare, corector ortografic, filtre, scanare antivirus, etc. În august 2007 s-a anunțat că spațiul de depozitare a crescut la 5 GB pentru utilizare gratuită și la 10 GB pentru utilizatorii cu plată.
Spre deosebire de serviciul pe care îl va înlocui și care la același spațiu de stocare costa 19,95 $, acest serviciu este disponibil gratuit și se aliniază ofertei actuale de pe piața serviciilor de poștă electronică bazată pe web, din care face parte și Gmail și Yahoo! Mail dezvoltate de Google, respectiv Yahoo.
Caracteristicile Windows Live Mail pot fi utilizate în totalitate prin intermediul urmatoarelor browsere:  Internet Explorer 6 și variantele ulterioare, Mozilla Firefox 1.5 și variantele următoare. În acest moment celelalte incompatibile cum ar fi Opera, nu vor putea accesa unele caracteristici minore.
Windows Live Mail dispune de o interfață de bază similară cu aceea a Hotmail (Classic Hotmail View), dar dispune și de o interfață îmbunătățită în stilul Outlook .
De asemenea, este disponibilă o opțiune de interfață elementară („Basic Interface”) similară cu interfața MSN Hotmail (inițial Classic Hotmail View), dar care păstrează caracteristicile Ajax, precum și stilul și alte caracteristici din Windows Live Mail. Utilizatorii pot să selecteze această versiune dacă nu sunt de acord cu noua interfață în stil Outlook și preferă în locul acesteia interfața Hotmail. De asemenea, Windows Live Mail le sugerează utilizatorilor cu o conexiune mai lentă la Internet ca înainte de încărcare să utilizeze această opțiune și să restricționeze utilizatorii cu monitoare cu o rezoluție mai mică de 1024 x 768 pixeli la această interfață elementară.

## Principalele caracteristici
- 2 GB capacitate de stocare
- Auto completarea adresei
- Mai multe scheme de culorare a interfeței
- Actualizarea automată a contactelor
- Previzualizarea imaginilor atașate
- Utilizarea interfeței prin intermediul scurtăturilor de la tastatură (keyboard shortcuts)
- Editor avansat pentru scrierea mesajelor
- Caracteristici care îl aseamănă cu aplicațiile locale printre care click dreapta, shift - click, ctrl - click
- Protecție sporită prin intermediul SenderID, Autentificare SMTP, detecție euristică anti-phishing, etc
- Căutare avansată printre e-mail-urile stocate
- Tehnologia Ajax care permite o viteză sporită la încărcarea paginii
- Corector ortografic în timpul tastării

1. ↑  Windows Essentials (în engleză)